# 党领导一切

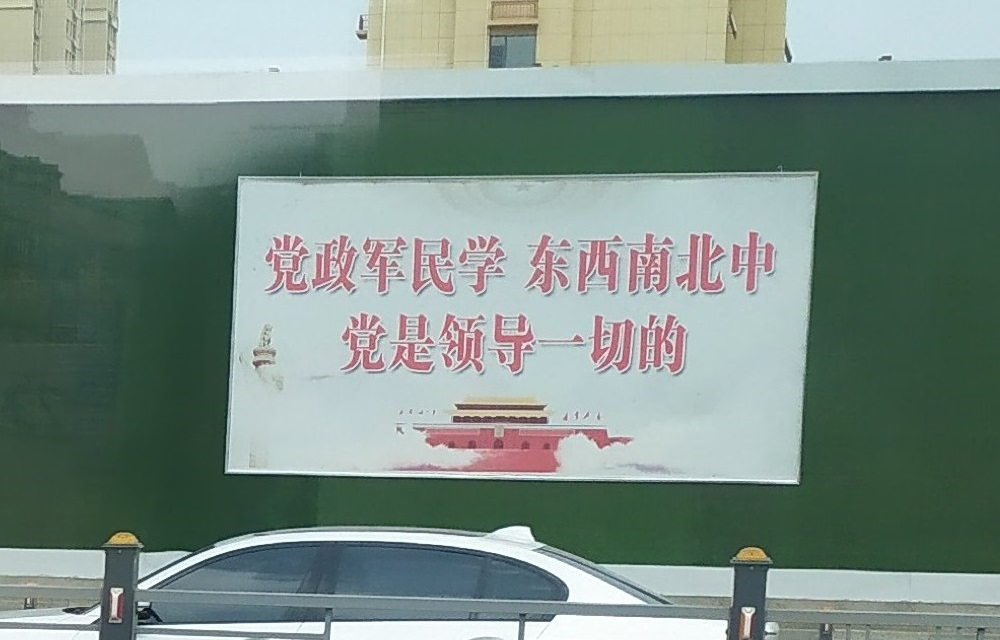
中国山东省烟台市街头的标牌，其上内容为“党政军民学，东西南北中，党是领导一切的”。

“党领导一切”是中共中央提出的对中国共产党地位的论断，最早见于抗日战争时期。中华人民共和国建立后，即是国家管理、日常行政上的党国体制。

## 历史

### 延安時期
1942年9月1日，中共中央政治局会议通过《中共中央关于统一抗日根据地党的领导及调整各组织间关系的决定》，指出：“党是无产阶级的先锋队和无产阶级组织的最高形式，他应该领导一切其他组织，如军队、政府与民众团体。」

### 毛泽东时期
1956年，时任浙江省省长沙文汉曾主张党政分开，后被划为右派分子。
1962年1月30日，中国共产党中央委员会主席毛泽东在扩大的中央工作会议上指出：
工、农、商、学、兵、政、党这七个方面，党是领导一切的。党要领导工业、农业、商业、文化教育、军队和政府。我们的党，一般说来是很好的。我们党员的成分，主要的是工人和贫苦农民。我们的绝大多数干部都是好的，他们都在辛辛苦苦地工作。但是，也要看到，我们党内还存在一些问题，不要想象我们党的情况什么都好。我们现在有一千七百多万党员，这里面差不多有百分之八十的人是建国以后入党的，五十年代入党的。建国以前入党的只占百分之二十。在这百分之二十的人里面，一九三〇年以前入党的，二十年代入党的，据前几年计算，有八百多人，这两年死了一些，恐怕只有七百多人了。不论在老的和新的党员里面，特别是在新党员里面，都有一些品质不纯和作风不纯的人。他们是个人主义者、官僚主义者、主观主义者，甚至是变了质的分子。还有些人挂着共产党员的招牌，但是并不代表工人阶级，而是代表资产阶级。党内并不纯粹，这一点必须看到，否则我们是要吃亏的。

1973年12月，毛泽东在主持召开的政治局会议上说：“政治局是管全部的，党政军民学、东西南北中。”

### 华国锋时期
文化大革命结束后的1978年，中共中央主席华国锋主持召开中共十一届三中全会，华国锋在会上提出“四个一点”号召，即“思想再解放一点，胆子再大一点，办法再多一点，步子再快一点”，中共中央副主席邓小平在闭幕致辞中指出：“加强党的领导，变成了党去包办一切、干预一切；实行一元化领导，变成了党政不分、以党代政；坚持中央的统一领导，变成了‘一切统一口径’”
。
会后发布的十一届三中全会公报提出：

会议指出，现在我国经济管理体制的一个严重缺点是权力过于集中……应该在党的一元化领导之下，认真解决党政企不分、以党代政、以政代企的现象，实行分级分工分人负责，加强管理机构和管理人员的权限和责任，减少会议公文，提高工作效率，认真实行考核、奖惩、升降等制度。采取这些措施，才能充分发挥中央部门、地方、企业和劳动者个人四个方面的主动性、积极性、创造性，使社会主义经济的各个部门各个环节普遍地蓬蓬勃勃地发展起来。

### 邓小平时期
1980年8月18日，邓小平在中国共产党第十一届中央政治局扩大会议上发表题为《党和国家领导制度的改革》的讲话，即“八一八讲话”，其中提到了应当“着手解决党政不分、以党代政的问题”。
1980年8月30日至9月10日，第五届全国人大第三次会议在北京举行，华国锋辞去国务院总理；邓小平、李先念、陈云、徐向前、王震、王任重等六人辞去副总理的职务，华国锋在会上对国务院领导成员的这一调整做出说明：

为了吸取历史教训，避免权力过分集中和兼职过多，为了把党的工作和政府的工作切实地明确地分开，中共中央决定，党委第一把手一般不宜兼任人民政府的省长、自治区主席、自治州州长、县（市）长，以便这些同志能够集中时间和精力处理党的重大问题，使国务院以下各级政府能够建立起从上到下的完善有效的工作系统。根据以上的原则，我向中共中央提出并经中共中央决定，我不再兼任国务院总理。中共中央同时决定，现任国务院副总理的党内的五位老同志——邓小平同志、李先念同志、陈云同志、徐向前同志、王震同志，都不再兼任国务院副总理，王任重同志已担任党内重要职务，也不再兼任副总理。现在一并提请大会审议。……这次国务院领导成员的调整，是改革我国的政府领导制度的一个良好开端。我们相信，通过这次调整，必将有助于加强和改善政府的领导，提高政府的工作质量和工作效率，促进现代化建设的发展。

1986年6月28日，鄧小平提出：“党政分开，从十一届三中全会以后就提出了这个问题”。这是他第一次使用“党政分开”这一概念。
此后，赵紫阳在中共十二届七中全会预备会上也提到了党政分开，并在中共十三大报告上划清党政职能区别，然而改革在六四事件后停止。对于邓小平的党政分开主张，中共后人为了将其与西方的政治体制区分，称之为党政分合。

### 习近平时期
2015年开始，全国人大常委会、国务院、全国政协、最高人民法院、最高人民检察院五大机构党组开始在每年年初向中央政治局常委会汇报工作。其后各地纷纷效仿。2016年1月7日，中共中央总书记习近平主持的中央政治局常委会会议重新将此作为一项政治原则。2017年3月5日，中共政治局常委、中纪委书记王岐山公开否定“党政分开”，他强调：“在党的领导下，只有党政分工，没有党政分开。”2017年10月24日，中国共产党第十九次全国代表大会通过关于《中国共产党章程（修正案）》的决议，该政治原则写入党章。2018年修正后的《中华人民共和国宪法》第一章的第一条加入“中国共产党领导是中国特色社会主义最本质的特征”。